# عباس شاملو

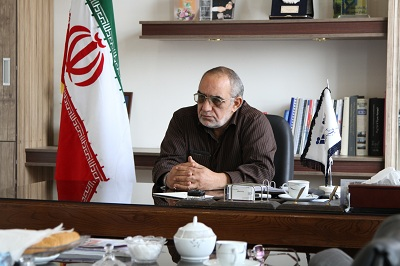
عباس شاملو در حال مصاحبه با خبرگزاری دانشجو ایران

عباس شاملو از فرماندهان خراسانی جنگ ایران و عراق، عضو کمیته تجارت و بازرگانی دفتر مشورتی مجمع تشخیص مصلحت نظام، رئیس ستاد انتخاباتی محسن رضایی در خراسان رضوی در رفراندم ریاست جمهوری یازدهم بوده‌است.
بنا به گزارش‌های منتشر شده این فرمانده سابق جنگ که در سال‌های اخیر توانمندی‌های خود را در رده‌های مختلف مدیریتی ثابت کرده‌است، به عنوان استاندار خراسان رضوی انتخاب شد.
این مطلب را اکبر ترکان مشاور عالی ریاست جمهوری در گفتگو با خبرگزاری صبح توس عنوان کرده‌است.
شاملو در مصاحبه‌ای که اخیراً منتشر شده‌است اولویت‌های خودرا برای ایجاد تغییر و تصحیح عمیق اقتصادی در استان به منظور بهبود روند جاری عنوان داشته‌است.
عباس شاملو سابقهٔ سال‌ها مدیریت در عرصه‌های کلان استان در امر توسعهٔ صنعتی و اقتصادی را داشته‌است. از سمت‌های او می‌توان به نیابت رئیس هیئت مدیرهٔ شرکت احیاصنایع خراسان و عضویت کمیته تجارت و بازرگانی دفتر مشورتی مجمع تشخیص مصلحت نظام اشاره نمود.

## نظرات شاملو در رابطه با مشکلات استان خراسان رضوی
- تا ۲سال آینده با بحران آب روبرو هستیم[۳]

عباس شاملو با اشاره به کمبود آب در مشهد اظهار داشت: در ۲ سال آینده ما در این کلان شهر مذهبی با کمبود آب روبرو خواهیم شد باید تأمین آب شرب مشهد در اولویت‌های کاری قرار گیرد.
این کارشناس ارشد مسائل اقتصادی در ادامه افزود: در زمینه اشتغالزایی از طریق سازماندهی صنعت و ظرفیت‌های زیادی که در استان داریم درصد بالایی از بیکاری که باعث افسردگی در میان قشر جوان شده‌است را می‌توان حل کرد.
وی افزود: متأسفانه در حال حاضر ۲۰ درصد از کارخانه‌ها ی استان فعال هستند که از این مقدار، از۵۰ درصد ظرفیت آن‌ها استفاده می‌شود. این در حالیست که در اکثر کشورهای دنیا کارخانجات در سه شیفت کاری فعال هستند.
وی ادامه داد: افغانستان با بیش از ۲۰ میلیون جمعیت، بیشتر کالاهای مصرفی خود را از ترکیه وارد می‌کند، چرا ما نباید صادر کننده به این کشور که در همسایگی ما قرار داردباشیم.
- دستکاری ارز مصیبت اقتصاد امروز ماست

شاملو با اشاره به وضعیت اقتصادی موجود عنوان کرد: مصیبت اقتصاد ما دستکاری ارز است، دولت برای ۵ قلم مصرفی یارانه در نظر گرفت اما ۵۰ هزار کالای مصرفی در کشور گران شد، یکی از کارهای بزرگی که روحانی انجام داد تثبیت نرخ ارز بود.
شاملو در ادامه با اشاره به اصل ۴۴ قانون اساسی و خصوصی‌سازی افزود: با پشت میز نشستن و بخشنامه صادر کردن نمی‌توان کاری از پیش برد، تا کارآفرینی نباشد کارگری سرکار نمی‌رود ما باید از افراط و تفریط پرهیز کنیم و با شناسایی و بکار گیری ظرفیت‌ها با کمترین هزینه استان خود را آباد کنیم.
- اگر در زیر ساخت‌ها توازن برقرار نشود توسعه متوازن اتفاق نمی‌افتد

شاملو در خصوص صادرات گفت: در امر صادرات اول باید توجه داشت که مازاد مصرف صادر شود و دیگر اینکه زیرساخت‌های صادرات فعال شود چرا که اگردر بحث زیر ساخت‌ها توازن برقرار نشود توسعه متوازن اتفاق نمی‌افتد.
این کارشناس با تأکید بر الگوپذیری از نقاط قوت سایر کشورها بیان داشت: کشوری مثل چین شعارش این است که در سال ۲۰۲۰ جهان از آن ماست یعنی برای خودشان استراتژی تعیین کرده‌اند تا ۷ سال دیگر اقتصاد جهان را بدست بگیرند چرا مابرای خودمان راهبردهایی تعیین نمی‌کنیم.
عباس شاملو با اشاره به وضعیت حمل و نقل عمومی در مشهد گفت: با یک خط مترو نمی‌توان به شهروندان گفت با وسیله شخصی بیرون نیایند در کشورهایی که این طرح اجرا می‌شود فاصله‌های ایستگاه مترو ۳۰۰ متر است ما اگر ۱۲ خط مترو داشته باشیم می‌توانیم ادعا کنیم که مترو داریم.
شاملو ادامه داد: در حال حاضر هویت معماری شهر ما مشخص نیست؛ این امر با بررسی‌ها و کارشناسی‌های مورد نیاز قابل حل است.